# Delfino Codazzi
Delfino Codazzi (1824-1873) va ser un matemàtic italià.

## Vida i Obra
Va estudiar a la universitat de Pavia on va ser alumne d'Antonio Bordoni. Després de donar classes per diferents escoles de secundària a Lodi i a Pavia, va ser nomenat catedràtic d'àlgebra i geometria analítica de la universitat de Pavia el 1865. Malauradament, va morir pocs anys més tard.
Codazzi és conegut per algunes aportacions importants a la geometria diferencial. En la geometria riemanniana, el tensor de Codazzi estableix les condicions del tensor de curvatura d'una varietat. El 1859, Codazzi va guanyar un premi de l'Acadèmia de Ciències de París, per un treball en el que plantejava per primer cop les avui denominades equacions de Gauss-Codazzi-Mainardi (també anomenades de Mainardi-Codazzi o de Peterson-Codazzi). Aquest treball va ser desenvolupat per Codazzi en una sèrie d'articles, titulats Sulle coordinate curvilinee d'una superficie e dello spacio, publicats entre 1868 i 1869, en els que establia la condició necessària i suficient per a posar en correspondència dues varietats.